# Yu Dan
Yu Dan (n. 18 august 1987, Neijiang⁠(d), Republica Populară Chineză) este o trăgătoare de tir ce a reprezentat Republica Populară Chineză, medaliată olimpică. A participat la o ediție a Jocurilor Olimpice (2012) în care a câștigat o medalie de bronz.